# خوسيه لويس كروز
خوسيه لويس كروز (بالإسبانية: José Luis Cruz)‏ (9 فبراير 1952 في هندوراس - ) هو مدرب كرة قدم ولاعب كرة قدم هندوراسي في مركز الدفاع، شارك في كأس العالم 1982. وشارك مع منتخب هندوراس لكرة القدم. أما مع النوادي، فقد لعب مع ريال إسبانيا ونادي موتاجوا ‏ وPumas UNAH ‏ وAtlético Morazán ‏ وC.D. Sula de La Lima ‏.

## وصلات خارجية
- خوسيه لويس كروز على موقع الاتحاد الدولي (مؤرشف)  (الإنجليزية)
- خوسيه لويس كروز على موقع قاعدة بيانات كرة القدم.إي يو (الإنجليزية)
- خوسيه لويس كروز على موقع ناشيونال فوتبول تيمز (الإنجليزية)
- خوسيه لويس كروز على موقع Soccerway.com (الإنجليزية)
- خوسيه لويس كروز على موقع عالم كرة القدم.نت (الإنجليزية)